# 天神町 (室蘭市)
天神町（てんじんちょう）は北海道室蘭市の町。住居表示実施済み。郵便番号は050-0077。

## 地理
室蘭市の東部に位置し、北から北東に水元町、東に高砂町、南に知利別町、南西に中島本町、西に八丁平と接する。

## 地域の特徴
室蘭市の都市計画マスタープランでは蘭東地域に属する。
南東部に住宅地がある他は山林地帯。町域の中央北寄りに日本製鉄 室蘭製鉄所 知利別貯水池がある。北海道道107号室蘭環状線が町域の東縁から入り、南縁から出ていく。清瀧寺，天神町会館がある。

## 歴史
かつては原野・森林地帯であったが、北海道道107号室蘭環状線が室蘭工業大学方面に抜けてから住宅地へと変貌した。

### 沿革
- 1967年（昭和42年）7月1日 - 天神町新設[6][7]。

### 町名の変遷
| 実施内容          | 実施年月日               | 実施後 | 実施前                               |
| ----------------- | ------------------------ | ------ | ------------------------------------ |
| 町名新設 住居表示 | 1967年（昭和42年）7月1日 | 天神町 | 知利別町（字），水元町（字）の各一部 |

## 世帯数と人口
2023年（令和5年）12月31日現在（室蘭市発表）の世帯数と人口は以下の通りである。
| 町     | 世帯数  | 人口    |
| ------ | ------- | ------- |
| 天神町 | 619世帯 | 1,175人 |

### 人口の変遷
国勢調査による人口の推移。
| 1995年（平成7年）  | 1,427人 | [ 8 ]  |  |
| 2000年（平成12年） | 1,296人 | [ 9 ]  |  |
| 2005年（平成17年） | 1,215人 | [ 10 ] |  |
| 2010年（平成22年） | 1,329人 | [ 11 ] |  |
| 2015年（平成27年） | 1,239人 | [ 12 ] |  |
| 2020年（令和2年）  | 1,155人 | [ 13 ] |  |

### 世帯数の変遷
国勢調査による世帯数の推移。
| 1995年（平成7年）  | 682世帯 | [ 8 ]  |  |
| 2000年（平成12年） | 635世帯 | [ 9 ]  |  |
| 2005年（平成17年） | 592世帯 | [ 10 ] |  |
| 2010年（平成22年） | 630世帯 | [ 11 ] |  |
| 2015年（平成27年） | 559世帯 | [ 12 ] |  |
| 2020年（令和2年）  | 529世帯 | [ 13 ] |  |

## 学区
市立小・中学校に通う場合、学区は以下の通りとなる。
| 町     | 街区 | 小学校             | 中学校             |
| ------ | ---- | ------------------ | ------------------ |
| 天神町 | 全域 | 室蘭市立天神小学校 | 室蘭市立東明中学校 |

## 交通

### バス
道道室蘭環状線沿いに道南バスが路線バスを運行する。

### 道路
- 北海道道107号室蘭環状線

## 施設

### 公共施設
- 天神町会館

### 寺社
- 清瀧寺

### 公園
- 天神町公園
- 天神2号公園

### その他
- 日本製鉄 室蘭製鉄所 知利別貯水池